# ستورنارييكا (تريكالا)
ستورنارييكا (Στουρναραίικα) هي مدينة في تريكالا في مقاطعة فوريا إلادا في اليونان.
يبلغ عدد سكانها حوالي 456 نسمة.